# پاندمونیوم (فیلم)
پاندمونیوم (به انگلیسی: Pandemonium) فیلمی به کارگردانی آلفرد سول با بازی ایلین برنان است.